# Canthochilum borinquensis
Canthochilum borinquensis är en skalbaggsart som beskrevs av Matthews 1965. Canthochilum borinquensis ingår i släktet Canthochilum och familjen bladhorningar. Inga underarter finns listade.